# Écoguerrier
 (mai 2017).
- Si vous ne connaissez pas le sujet, laissez ce bandeau (vous pouvez alors contacter les auteurs).
- Si vous supprimez le contenu mis en cause (vous pouvez préalablement contacter les auteurs),

argumentez précisément cette suppression dans la page de discussion
(un manque de référence n'est pas un argument ; une recherche réelle de référence doit avoir été effectuée, être formellement documentée).
 (mai 2017).
Si vous disposez d'ouvrages ou d'articles de référence ou si vous connaissez des sites web de qualité traitant du thème abordé ici, merci de compléter l'article en donnant les références utiles à sa vérifiabilité et en les liant à la section « Notes et références ».
« Écoguerrier » est le terme qu'emploient pour se désigner eux-mêmes les écologistes activistes qui s'impliquent dans des actions directes pour la préservation de l'environnement. Le terme peut désigner également le mouvement qui les regroupe.

## Histoire
Le mouvement écoguerrier, relativement non formel, est né aux États-Unis sous le terme eco-warrior. Ces militants écologistes américains se retrouvent sous la bannière d'une association nommée Earth First dont l'année de naissance remonte à l'année 1980. Les ouvrages d'Edward Abbey (notamment Le Gang de la clef à molette) et d'Aldo Leopold représentent la base idéologique de leur mouvement. Le représentant le plus médiatisé de ces guerriers de l'écologie est Paul Watson de l'association Sea Shepherd.
Les techniques et stratégies écoguerrières, d'abord cantonnées dans les pays anglo-saxons, se propagent progressivement dans le monde. En France, le terme écoguerrier apparaît pour la première fois dans un article du journal Le Monde daté du 29 octobre 1996. Un groupe de personnes réuni sous l'appellation Bleau Combat utilise les méthodes radicales prônées par certains manuels (cf.Actions) afin de lutter contre l'exploitation de la forêt de Fontainebleau (sabotage d'engins de débardage, clous dans les arbres destinés à la coupe, tags sur des panneaux d'information). Au terme d'un procès ayant fait grand bruit, ces militants écopent de peines de prison avec sursis.
Plus tard, en 2014, à l'occasion de la construction de l'aéroport Notre Dame des Landes, le terme écoguerrier reparaît avec le concept de ZAD (zone à défendre). Ainsi, désormais, à la faveur de projets d'aménagements contestables, les écoguerriers reviennent régulièrement sur le devant de la scène[évasif]. Il faut constater que, contrairement au premier groupe français ayant lancé le terme écoguerrier (Bleau Combat), les écoguerriers des différentes luttes naissent et disparaissent en même temps que leur ZAD, ce qui pose un réel problème pour les agences de renseignement qui ne dispose pas, de fait, d'un fichier d'adhérents.

## Actions
La plupart du temps, les écoguerriers ont recours à des actions pacifistes, mais n'excluent pas toujours l'usage de la violence et du sabotage. Les organismes ou personnes visées par ces actions qualifient parfois ces écoguerriers d'« écoterroristes ».
L'action type des écoguerriers est l'occupation de zones vouées à un chantier assez contestable (par exemple, extension des pistes d'un aéroport, nouvelle autoroute…) sur un site remarquable, ils vont donc faire en sorte d'empêcher les travaux jusqu'à leur abandon. Pour ne pas être chassés ou délogés, ils peuvent par exemple creuser des tunnels étroits dans lesquels ils vont se cacher, empêchant ainsi toute évacuation du campement et donc tous travaux. Ces actions, et d'autres, sont regroupées dans divers manuels dont le plus récent a été publié aux Editions Delachaux et Niestlé  Il faut aussi citer celui de Paul Watson « Earthforce, manuel de l'écoguerrier » aux éditions Actes Sud 
Étant donné le caractère très contesté des travaux, ils ont généralement un soutien actif des riverains qui leur apportent assistance (nourriture, eau…).
Un autre cas typique est l'occupation d'arbres : pour empêcher l'abattage de zones forestières, certains activistes sont allés occuper en permanence des plates-formes sommaires installées dans les arbres. Certaines occupations ont duré plus de deux ans.
Mais la palette d'action est très large : planter des arbres dans les zones urbaines, occuper le siège d'une industrie, l'attaquer en justice, faire des recours légaux dès qu'il semble juste de stopper une activité humaine qui a des répercussions dommageables directes sur l'environnement.
Ces mouvements sont pour l'instant peu développés dans les pays latins, mais les modèles socio-économiques et politiques se rapprochant de plus en plus du modèle anglo-saxon, il est probable que de tels mouvements s'y développent dans l'avenir.

## Référence historique
Il est habituellement fait référence aux écoguerriers comme un mouvement « occidental ». Or, il est intéressant de le  comparer au mouvement Chipko en Inde qui a combattu l'abattage de forêts.

## Hommages
La chanson Eco-Guerrier est présente sur l'album Le Son d'histoire du groupe de rock identitaire français Fraction (anciennement Fraction Hexagone).

### Documentaire
- Philippe Borrel, Les insurgés de la Terre, Arte France, 2010, 54 min, voir en ligne.